# Taxco
Taxco de Alarcón (Nahuatl: Tlachco) is een plaats in de Mexicaanse deelstaat Guerrero. De plaats heeft 50.415 inwoners (census 2005) en is de hoofdplaats van de gemeente Taxco de Alarcón.
Taxco werd gesticht in de 16e eeuw op de plaats van een Azteekse nederzetting. In de 18e eeuw werd in Taxco een zeer rijke zilverader ontdekt, en Taxco groeide uit tot het centrum van de zilverwinning in de Nieuwe Wereld. De zilvermijnbouw is inmiddels sterk teruggelopen maar Taxco is nog steeds bekend als zilverstad, hoewel de meeste zilver die in de stad verwerkt wordt afkomstig is uit Guanajuato. De stad is vanwege haar koloniale barokke bouwwerken, de verkoop van zilveren sieraden en haar spectaculaire ligging op een berg zeer in trek bij toeristen.
De stad is genoemd naar de toneelschrijver Juan Ruiz de Alarcón die er is geboren.

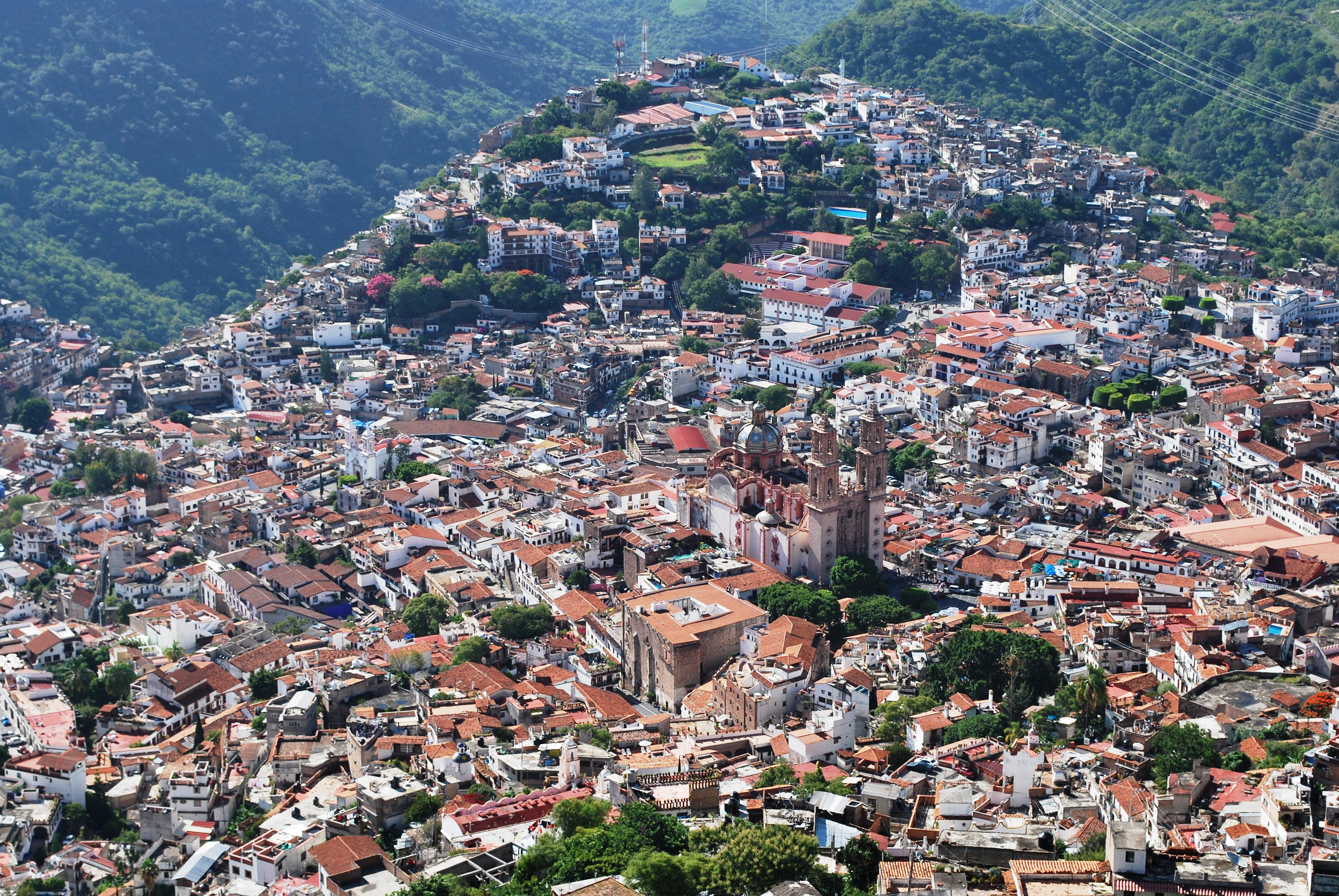
Centrum van Taxco
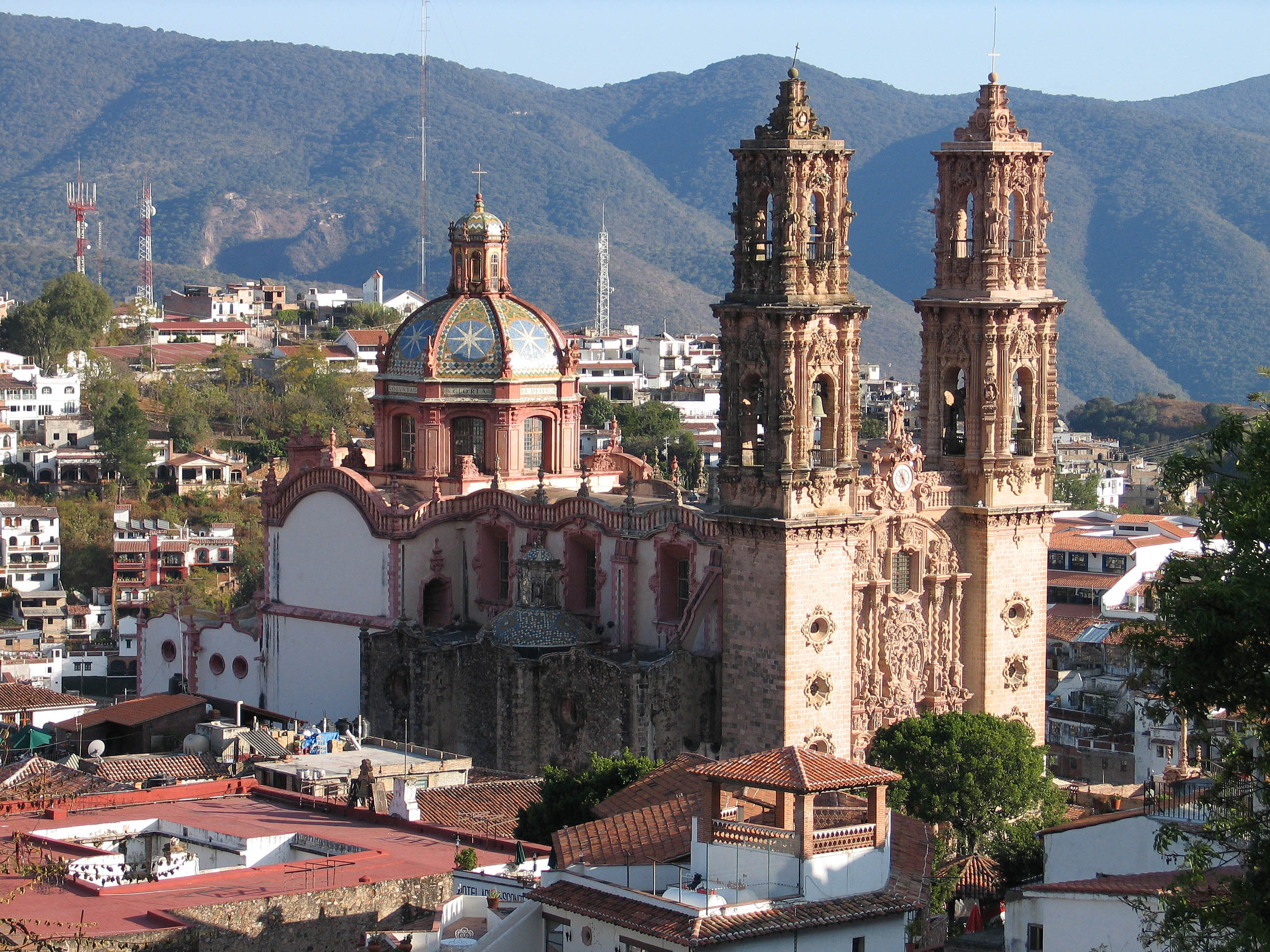
Kerk van Santa Prisca
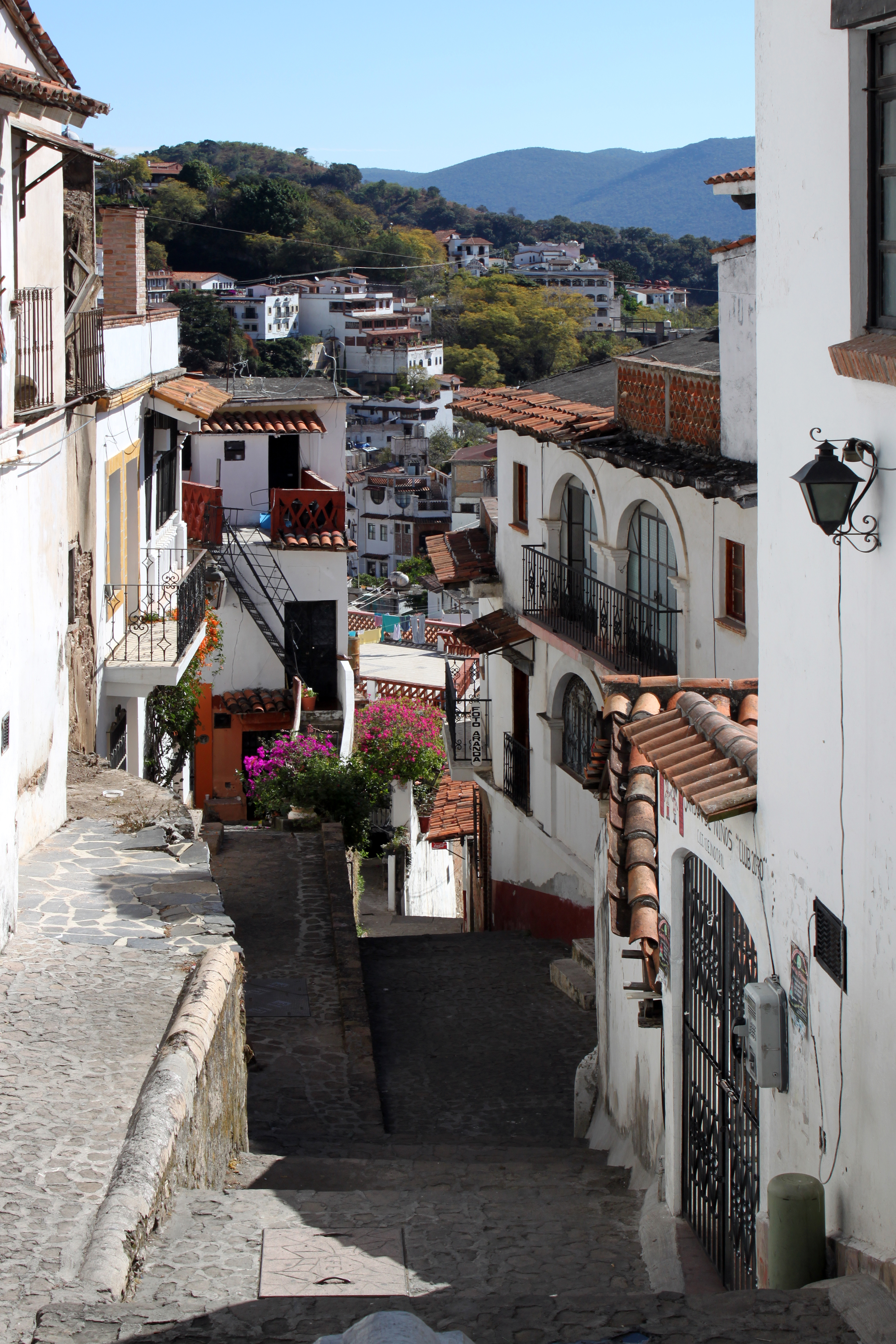
Straat in Taxco
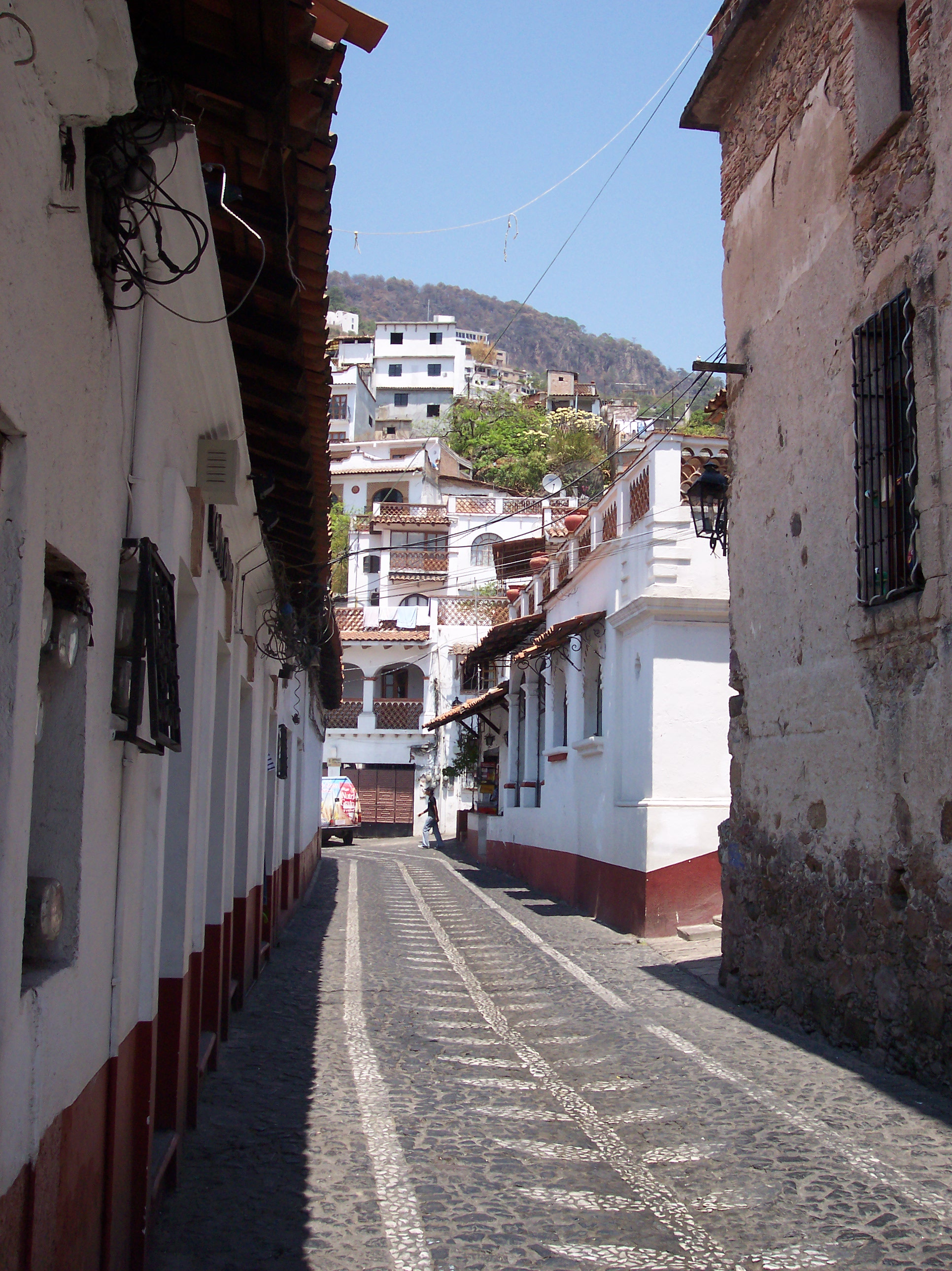
Straat in Taxco